# Euceros ruficeps
Euceros ruficeps là một loài tò vò trong họ Ichneumonidae.